# Euoniticellus
Euoniticellus es un género de coleópteros (escarabajos) de la familia Scarabaeidae.

## Especies
Las especies de este género son:
- Euoniticellus africanus
- Euoniticellus cambeforti
- Euoniticellus capnus
- Euoniticellus cubiensis
- Euoniticellus fulvus
- Euoniticellus fumigatus
- Euoniticellus inaequalis
- Euoniticellus intermedius
- Euoniticellus kawanus
- Euoniticellus nasicornis
- Euoniticellus pallens
- Euoniticellus pallipes
- Euoniticellus parvus
- Euoniticellus perniger
- Euoniticellus tai
- Euoniticellus tibatensis
- Euoniticellus triangulatus
- Euoniticellus wittei
- Euoniticellus zumpti